# Lonchaea ipsiphaga
Lonchaea ipsiphaga är en tvåvingeart som beskrevs av Mcalpine 1964. Lonchaea ipsiphaga ingår i släktet Lonchaea och familjen stjärtflugor. Arten har ej påträffats i Sverige. Inga underarter finns listade i Catalogue of Life.